# MFK Vitkovice
El FC Vítkovice es un club de fútbol checo del distrito de Vítkovice en Ostrava que juega en la Cuarta división de fútbol del país. Fue fundado en el año 1920 con el nombre SK Slavoj Vítkovice.

## Historia
Fue fundado en el año 1919 con el nombre SK Slavoj Vítkovice, y desde entonces ha utilizado varios nombre a lo largo de su historia, los cuales han sido:
- 1919 — SK Slavoj Vítkovice
- 1922 — SK Vítkovice
- 1923 — SSK Vítkovice
- 1937 — SK Železárny Vítkovice
- 1939 — ČSK Vítkovice
- 1945 — SK VŽ Vítkovice
- 1951 — Sokol Vítkovice
- 1952 — Baník Vítkovice
- 1957 — TJ VŽKG Ostrava
- 1979 — TJ Vítkovice
- 1992 — SSK Vítkovice
- 1993 — FC Kovkor Vítkovice
- 1994 — se fusionó con el Kovona Karviná para crear al FC Karviná-Vítkovice
- 1995 — FC Vítkovice
- 2012 - MFK Vitkovice

Es un equipo que ha vivido a la sombra del equipo importante de Ostrava, el FC Baník Ostrava, el cual juega en la Gambrinus Liga, con quien tiene una rivalidad porque el Banik es de Silesia y el Vítkovice de Moravia, las 2 regiones de Ostrava.
Posee otra rivalidad con el FK Fotbal Třinec, de la ciudad de Třinec. El equipo había desaparecido en el año 1922 y retornado con el nombre SK Vítkovice, convirtiéndose en uno de los equipos más fuertes de Ostrava. El equipo tenía el apoyo financiero de la industria acerera de Ostrava, pero entró en una crisis financiera en 1989 a causa de la Revolución de Terciopelo en 1989, viéndose en la necesidad de fusionarse con el FC Karviná en 1994 porque la industria dejó de apoyar al equipo, momento en que comenzó su caída al abismo, hasta que en el año 2010 ya jugaba en la MSFL.  
El 9 de febrero de 2011, el equipo abandonó el torneo de MSFL a mitad de temporada por insolvencia económica. Ha sido campeón de la Primera División de Checoslovaquia en 1 ocasión y 1 vez finalista del torneo de Copa.
A nivel internacional ha participado en 2 torneos continentales, donde su mejor participación ha sido en la Copa UEFA de 1987/88 en la que avanzó hasta los cuartos de final.

## Palmarés
- Primera División de Checoslovaquia: 1

1985/86
- Copa de Checoslovaquia: 0
  - Finalista: 1

1986/87
- Liga de Fútbol Moravo-Silesia: 1

1995/96

## Participación en competiciones de la UEFA
| Temporada | Torneo       | Ronda            | Club             | Casa | Visita | Global      |
| --------- | ------------ | ---------------- | ---------------- | ---- | ------ | ----------- |
| 1986/87   | Copa Europea | 1                | PSG FC           | 1-0  | 2-2    | 3-2         |
| 1986/87   | Copa Europea | 2                | FC Porto         | 1-0  | 0-3    | 1-3         |
| 1987/88   | UEFA Cup     | 1                | AIK Solna        | 1-1  | 2-0    | 3-1         |
| 1987/88   | UEFA Cup     | 2                | Dundee United FC | 1-1  | 1-2    | 2-3         |
| 1987/88   | UEFA Cup     | 3                | Vitoria SC       | 2-0  | 0-2    | 2-2 (5-4 p) |
| 1987/88   | UEFA Cup     | Cuartos de final | RCD Espanyol     | 0-0  | 0-2    | 0-2         |

## Entrenadores
- Štefan Čambal (1949-1952)
- Jaroslav Vejvoda (1954-1958)
- Jiří Dunaj (1981-1985)
- Ivan Kopecký (1985-1988)
- Karel Brückner (1989-1990)
- Jiří Dunaj (1993-1994)
- Erich Cviertna (1993-1994)
- Václav Daněk (2004)
- Vlastimil Palicka (2008-2009)